# Gadzi
Gadzi est une localité centrafricaine de la commune de Topia, chef-lieu de l’une des quatre sous-préfectures de la préfecture de la Mambéré. 

## Géographie
Elle est située sur la route nationale RN6 (axe Boda-Carnot) à 112 km à l'est du chef-lieu de préfecture: Carnot.

## Histoire
En 2002, la localité devient chef-lieu de l’une des sept sous-préfectures de la Mambéré-Kadéï, issue d'une division de la sous-préfecture de Carnot. La sous-préfecture de Gadzi est rattachée à la nouvelle préfecture de la Mambéré depuis fin 2020.

## Administration
La sous-préfecture est constituée des deux communes de Topia et Mbali. La localité de Gadzi compte 6 500 habitants en 2014 et dépend de la commune de Topia.

## Enseignement
- École sous-préfectorale de Gadzi Centre

## Économie
En 2017, l'entreprise chinoise Dewy débute des activités d'exploitation semi mécanisée de diamant brut et or sur la rivière Lobaye.